# Chiesa di San Liberatore (Atri)
La chiesa di San Liberatore è un piccolo luogo di culto che si trova ad Atri, in piazza Duchi Acquaviva, ed è annessa alle strutture del palazzo dell'omonima famiglia oggi adibito a municipio. La chiesetta funge anche da sacrario dei Caduti in guerra.

## Storia
Una chiesa dedicata a san Liberatore (o, più propriamente, a Gesù Cristo santo e liberatore) esisteva ad Atri fin dal XIII secolo, ma era una cappella di povere rendite che infatti non era nemmeno in buone condizioni strutturali.
Nel 1395 gli Acquaviva, che intanto erano diventati i duchi della città, costruirono accanto alla chiesa il loro palazzo ed ebbero subito bisogno di un luogo di culto tutto per loro, dove poter pregare; inizialmente la scelta cade sulla chiesa della Trinità, che si trova dalla parte opposta del palazzo ed è raggiungibile passando per il giardino. Ma la chiesa doveva comunque rimanere anche aperta per la popolazione, che la frequentava perché al suo interno si praticava il culto di san Rocco.   I duchi allora dirottarono i loro interessi verso San Liberatore che praticamente era attaccata al loro palazzo ed era anche abbandonata; inoltre, la cappella era affacciata sulla piazza stessa, che così ancora di più assurse a ruolo di "strada-simbolo" della famiglia stessa.
Il duca Giosia I (che reggerà le sorti del ducato dal 1444 al 1461), perciò, ricostruisce completamente la chiesa e crea un corridoio che permette di collegare comodamente Palazzo Acquaviva con San Liberatore (passaggio poi distrutto durante le ricostruzioni settecentesche); inoltre, il figlio Giuliantonio, verso il 1470, vi fonda un ospedale e poi una confraternita che se ne prenda cura.   Entrambi gli enti saranno, fino alla fine del ducato, di proprietà ducale.  Proprio la fine del ducato (1760) comporterà l'abbandono della chiesa: scompaiono l'ospedale e la confraternita e la chiesa, divenuta proprietà del capitolo del duomo, tornò ad essere abbandonata.   Poi, come tutto il palazzo, venne ceduto ai Pretaroli che però poco se ne curarono. Addirittura, nella seconda metà del XIX secolo, quando il tetto ormai era sfondato, l'edificio diventò deposito del grano. Nel 1917, infine, il sindaco decise di acquistare palazzo Acquaviva per adibirlo a sede municipale e, nel contempo, restaurò la chiesa di San Liberatore che, essendo finita la prima guerra mondiale, venne adibita a Sacrario dei Caduti atriani: la cappella, rinnovata, viene riaperta al culto nel 1922.  Ulteriori lavori vi sono immediatamente dopo la seconda guerra mondiale.
Tutt'oggi la chiesa mantiene le funzioni assegnategli agli inizi del '900 e vi si svolgono le celebrazioni religiose delle giornate del 25 aprile e del 4 novembre.

## Descrizione

### Esterno

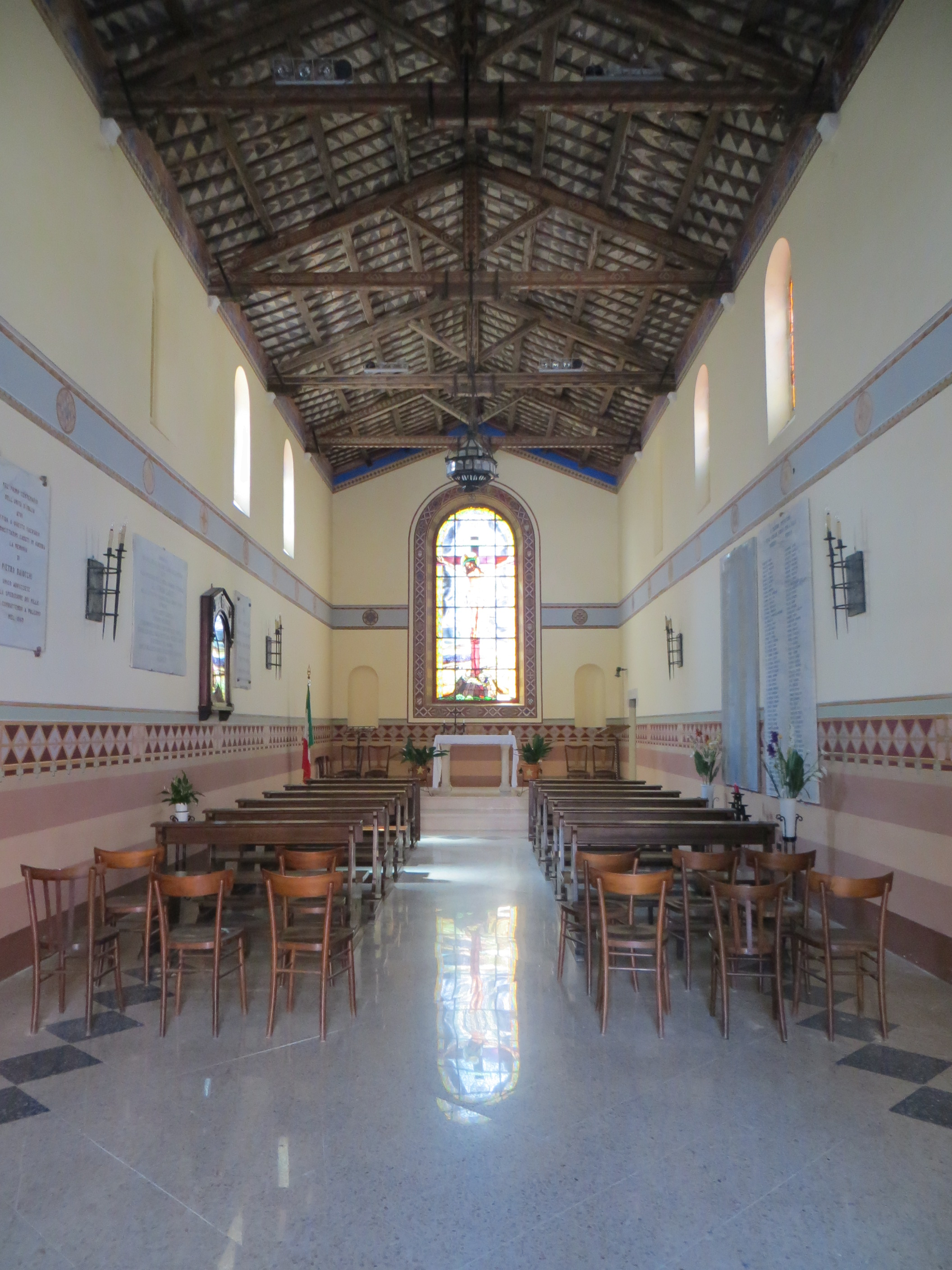
L'interno

La chiesa si trova praticamente stretta tra il Palazzo ducale da lato destro e da un'abitazione privata dalla parte opposta; la zona presbiteriale affaccia invece sul cosiddetto  giardino Sorricchio (in realtà un tempo degli Acquaviva): per cui l'unica zona visibile esternamente è la facciata, che è in laterizio e con terminazione a timpano.
Le uniche parti intonacate, risalenti al restauro di primo Novecento, sono la parte centrale con l'iscrizione latina In Deo vivunt pro patria mortui e il piccolo rosone soprastante, anch'esso novecentesco.  Coevi anche i raffinati lampioncini in ferro battuto ai lati del portale, di stile neo-romanico, che riprende nelle linee il precedente medievale.
Sul lato destro s'innesta il piccolo campanile a vela, settecentesco, con due campane: data la sua posizione arretrata, non è assolutamente visibile dalla piazza, né tantomeno dalle vie vicine, ma solo affacciandosi sulla terrazza della  sala delle Feste del palazzo ducale (oggi sede del Consiglio comunale).

### Interno
L'interno è ad una navata e si presenta dopo i lavori del 1917-1922: tutto rimanda a quel periodo, anche il soffitto a capriate, e le murature medievali sono state coperte dagli intonaci e dal fregio floreale che corre lungo le pareti. Durante i succitati restauri per adibire la chiesa a sacrario in onore dei caduti in guerra, si ritrovarono alcuni affreschi duecenteschi e quattrocenteschi che, opportunamente staccati, furono allocati nel duomo dove tuttora si ammirano.
Sulle pareti, oggi, alcune lapidi perpetuano la memoria dei caduti atriani: a destra due con i nomi dei 182 soldati periti nella prima guerra mondiale e dei 106 morti invece nella Seconda; dalla parte opposta, altre epigrafi ricordano Pietro Baiocchi, unico abruzzese tra i Mille di Garibaldi, e i caduti nella Battaglia di Adua ovvero il capitano Aurelio Grue e i soldati Antonio Antoccia e Pietro Matricciani.
Accanto una teca con la spada, le spalline e la bandoliera del capitano Grue.
Nel presbiterio, dietro, l'altare, spicca l'opera artisticamente più rilevante della chiesa: la grande vetrata della Crocifissione, realizzata nel 1933 da Alfredo Ferzetti, detto dai contemporanei Giotto, che fu il maestro vetraio che nello stesso anno aprì la ditta  Camper.